# Athénée (musicien)
Pour les articles homonymes, voir Athénée.
Athénée (en grec ancien Ἀθήναιος) est un compositeur de Grèce antique (IIe siècle av. J.-C.).

## Notice biographique
Il est né à Athènes d'un père nommé lui-même Athénée, et sa carrière en tant que musicien s'étend de -138 à -128, époque vers laquelle il composa le premier hymne de Delphes. Les premiers historiens ont d'abord attribué cette œuvre à « un athénien », sans autre précision. La lecture attentive des documents conservés a permis de distinguer le caractère civil Athenaios (littéralement, « d'Athènes ») d'un nom marqué par la généalogie : Athénaios Athenaíou (« Athénée fils d'Athénée »).

## Source
- (en) Cet article est partiellement ou en totalité issu de l’article de Wikipédia en anglais intitulé « Athenaeus (musician) » (voir la liste des auteurs).